# Corsicosoma legeri
Corsicosoma legeri är en mångfotingart som först beskrevs av Henri W. Brölemann 1903.  Corsicosoma legeri ingår i släktet Corsicosoma och familjen knöldubbelfotingar. Inga underarter finns listade i Catalogue of Life.